# 에릭 게이
에릭 게이(영어: Erik Guay, 영어 발음: /ˈɛɹɪk ɡeɪ/, 1981년 8월 5일~)는 캐나다의 은퇴한 알파인 스키 선수이다. 올림픽에 3회 참가하였으며, 세계 선수권 대회에서 금메달 2개, 은메달 1개를 획득했다.